# Municipio de San Antonio Cañada
El municipio de San Antonio Cañada es uno de los 217 municipios que conforman al estado mexicano de Puebla. Fue fundado en 1895 y su cabecera es la ciudad de San Antonio Cañada.

## Geografía
El municipio se encuentra a una altitud promedio de 1700 m s. n. m. y abarca un área de 79.89 km². Colinda al norte con los municipios de Tehuacán y Vicente Guerrero, al oeste con Tehuacán, al sur con Ajalpan y al este con Vicente Guerrero.

## Demografía
De acuerdo al último censo, realizado por el INEGI en 2010, en el municipio hay una población total de 5110 habitantes, lo que le da una densidad de población aproximada de 64 habitantes por kilómetro cuadrado.